# Quinéville
Quinéville est une commune française, située dans le département de la Manche en région Normandie, peuplée de 260 habitants.

## Géographie

### Localisation
Les communes limitrophes sont Lestre, Fontenay-sur-Mer et Ozeville.

### Hydrographie
La commune est située dans le bassin Seine-Normandie. Elle est drainée par la Sinope, le canal 01 de la commune de Quinéville, le fossé 04 de la commune de Lestre et le Taret de Fontenay,,.
La Sinope, d'une longueur de 18 km, prend sa source dans la commune de Montaigu-la-Brisette et se jette dans la baie de Seine en limite de Lestre et de Quinéville, après avoir traversé huit communes.

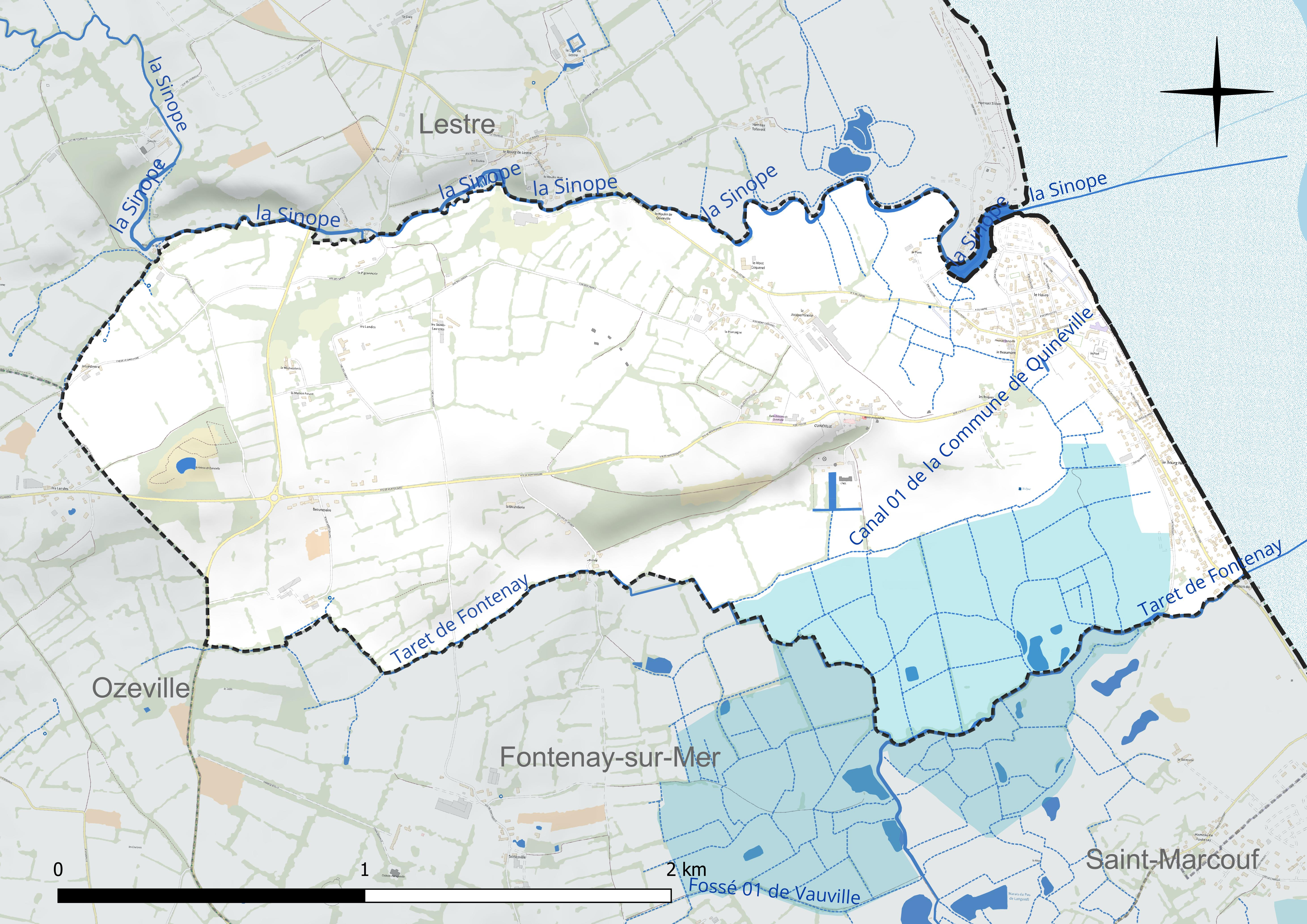
Réseau hydrographique de Quinéville.

### Climat
Pour des articles plus généraux, voir Climat de la Normandie et Climat de la Manche.
En 2010, le climat de la commune est de type climat océanique franc, selon une étude du CNRS s'appuyant sur une série de données couvrant la période 1971-2000. En 2020, Météo-France publie une typologie des climats de la France métropolitaine dans laquelle la commune est exposée à un climat océanique et est dans la région climatique Normandie (Cotentin, Orne), caractérisée par une pluviométrie relativement élevée (850 mm/a) et un été frais (15,5 °C) et venté. Parallèlement le GIEC normand, un groupe régional d’experts sur le climat, différencie quant à lui, dans une étude de 2020, trois grands types de climats pour la région Normandie, nuancés à une échelle plus fine par les facteurs géographiques locaux. La commune est, selon ce zonage, exposée à un « climat maritime », correspondant au Cotentin et à l'ouest du département de la Manche, frais, humide et pluvieux, où les contrastes pluviométrique et thermique sont parfois très prononcés en quelques kilomètres quand le relief est marqué.
Pour la période 1971-2000, la température annuelle moyenne est de 11,2 °C, avec une amplitude thermique annuelle de 10,5 °C. Le cumul annuel moyen de précipitations est de 877 mm, avec 14 jours de précipitations en janvier et 7,4 jours en juillet. Pour la période 1991-2020, la température moyenne annuelle observée sur la station météorologique la plus proche, située sur la commune de Sainte-Marie-du-Mont à 16 km à vol d'oiseau, est de 11,6 °C et le cumul annuel moyen de précipitations est de 890,0 mm,. Pour l'avenir, les paramètres climatiques de la commune estimés pour 2050 selon différents scénarios d’émission de gaz à effet de serre sont consultables sur un site dédié publié par Météo-France en novembre 2022.

## Urbanisme

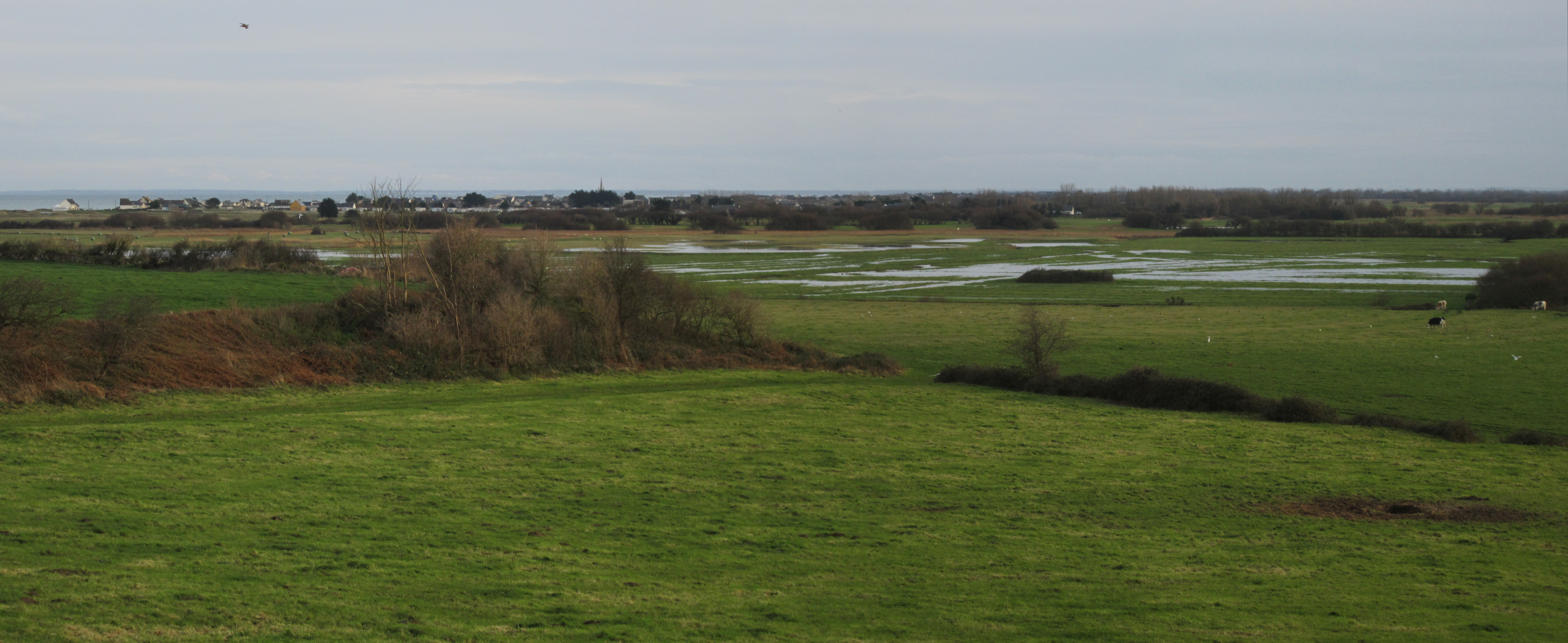
Vue sur la côte depuis la colline.

### Typologie
Au 1er janvier 2024, Quinéville est catégorisée commune rurale à habitat dispersé, selon la nouvelle grille communale de densité à sept niveaux définie par l'Insee en 2022.
Elle est située hors unité urbaine et hors attraction des villes,.
La commune, bordée par la Manche, est également une commune littorale au sens de la loi du 3 janvier 1986, dite loi littoral. Des dispositions spécifiques d’urbanisme s’y appliquent dès lors afin de préserver les espaces naturels, les sites, les paysages et l’équilibre écologique du littoral, comme le principe d'inconstructibilité, en dehors des espaces urbanisés, sur la bande littorale des 100 mètres, ou plus si le plan local d'urbanisme le prévoit.

### Occupation des sols
L'occupation des sols de la commune, telle qu'elle ressort de la base de données européenne d’occupation biophysique des sols Corine Land Cover (CLC), est marquée par l'importance des territoires agricoles (87 % en 2018), une proportion identique à celle de 1990 (87 %).
La répartition détaillée en 2018 est la suivante : prairies (56,4 %), zones agricoles hétérogènes (30,5 %), zones urbanisées (12 %), espaces ouverts, sans ou avec peu de végétation (0,8 %), espaces verts artificialisés, non agricoles (0,3 %).

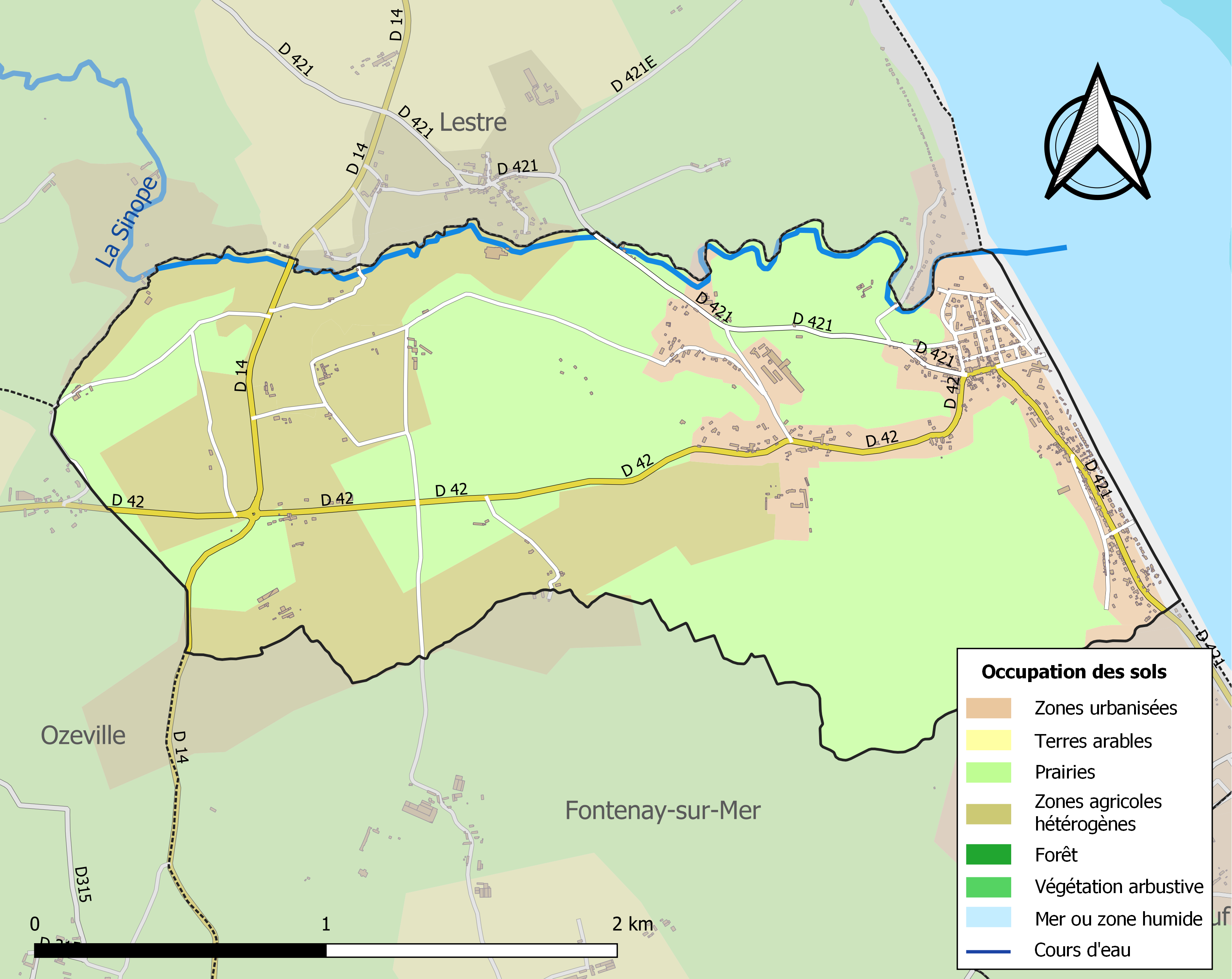
Carte des infrastructures et de l'occupation des sols de la commune en 2018 (CLC).

L'évolution de l’occupation des sols de la commune et de ses infrastructures peut être observée sur les différentes représentations cartographiques du territoire : la carte de Cassini (XVIIIe siècle), la carte d'état-major (1820-1866) et les cartes ou photos aériennes de l'IGN pour la période actuelle (1950 à aujourd'hui).

## Toponymie
Le nom de la localité est attesté sous les formes Chinevilla en 1159 - 1181, Kinevilla vers 1210, Quinevilla 1224, Kinelvilla vers 1280, Kennevilla sans date.
Le second élément -ville représente le terme ville désignant en proto-français un « domaine rural », issu du gallo-roman VILLA, lui-même du latin villa rustica.
Le premier élément est un anthroponyme, soit Kined, (autrement Cinàed), nom de personne gaëlique qui se perpétue dans le prénom moderne Kenneth. Une autre hypothèse repose sur le nom de personne germanique Chinilo. On remarque que la forme ancienne Kinelvilla sur laquelle se fonde cette dernière proposition est tardive et isolée, alors que les formes plus anciennes ne conservent aucune trace graphique d'un [l], celui-ci a été ajouté à postériori par un scribe. D'un point de vue phonétique on attendrait *Quineauville.
À noter que quelques noms de personnes gaëliques se retrouvent dans la toponymie du Cotentin, comme Donnchadh, Duncan, dans la rue Doncanville (Val de Saire, Donecanvilla vers 1150–60) et Dícuill, Decuil dans Digulleville (La Hague, Deguillevilla vers 1200),,. L'anthroponyme Kined / Cinàed est en outre identifié dans Quinetot, hameau à Carteret. Élisabeth Ridel a contesté dans une publication l’hypothèse originellement émise par Lucien Musset selon laquelle il convient de reconnaître le nom de personne Kined (Cinàed). En effet, il n'y a pas trace d’un -d- / -t- dans les formes les plus anciennes connues, cependant il a pu s'amuïr dans cette position avant le XIIIe siècle, car de nombreux toponymes normands en témoignent par exemple les Touffreville, c'est pourquoi François de Beaurepaire se range à l'avis de L. Musset. Cet anthroponyme gaëlique a été emprunté par les Scandinaves sous la forme Kinaðr.

## Histoire

### Antiquité
Dès l'époque romaine Quinéville fut un lieu de passage[réf. nécessaire] comme l'atteste la découverte de divers objets[Lesquels ?].

### Moyen Âge
Le village appartenait à la baronnie de Courcy.
Une mention, aux environs de 1120, fait référence aux poissons gras (cétacés fournissant du lard : baleines, marsouins, cachalots, etc.) pêchés entre la Saire et la baie des Veys par les Waumanni de Quinéville, Saint-Vaast, Lestre et Saint-Marcouf au profit de l'abbaye de Montebourg.
Dans le cadre de la guerre de Cent Ans, en 1405, à la suite d'un débarquement anglais à la Hougue, la paroisse est mise à sac et ses maisons rasées.
Au XIVe siècle, les barons de Bricquebec, partageaient avec l'abbaye de Montebourg un droit de port à Quinéville, propriété de la famille de Courcy. Alors que les moines y font transiter des tonneaux de vin de Vernon, la famille Bertran exigent de ses vassaux, le devoir annuel de transport depuis Bricquebec jusqu'à ce port, dit « charroi de Quinéville ».

### Temps modernes
En 1567, Gilles Dancel, écuyer, sieur d'Audouville et Quinéville, lieutenant général au bailli de Cotentin, est taxé pour le fief de Quinéville de 8 livres dans le rôle des nobles et roturiers, au titre du ban et de l'arrière ban de la vicomté de Coutances, qu'il réalise à Coutances les 20-22 octobre. Le fief de Quinéville qui valait un demi-fief de haubert relevait de la vicomté et châtellenie de Saint-Sauveur-le-Vicomte.
C'est d'une hauteur de Quinéville (probablement le clocher de l'église), qu'en 1692, Jacques II assiste à la défaite de ses alliés et la fin de ses espérances pour retrouver son trône, lors de la bataille de la Hougue. Il résidait au château de Quinéville chez les Dancel durant ces événements. François-Charles Dancel (1709-1768) fut chevalier et seigneur de Quinéville, page du roi en 1725 puis de la duchesse d'Orléans, mousquetaire noir en 1730 et capitaine de la côte du Cotentin en 1753. Les familles Montauban et Dancel furent les principales familles qui possédèrent la seigneurie de Quinéville.

### Révolution française et Empire
Au moment de la Révolution, Jean-Nicolas de Berruyer, capitaine de dragons du régiment de la reine, seigneur châtelain de Quinéville, Gonneville, Fermanville, le Breuil, Maupertus, Mesnil-Eury et autres lieux, dut en mars 1792, émigrer.

### Époque contemporaine

#### Seconde Guerre mondiale
Bataille de Normandie : le 6 juin 1944, les troupes américaines débarquent à Utah Beach, à quelques kilomètres au sud de Quinéville. L'objectif des alliés est de prendre le village le jour J afin de progresser rapidement vers Cherbourg et prendre son port, vital pour l'approvisionnement allié. Mais Quinéville ne sera finalement pris que le 17 juin après de durs combats. Les Américains prennent la batterie d'Azeville le 9 juin et celle de Crisbecq le 12. Les Allemands de la 243e et 709e Infanterie-Divisionen ont reconstitué une ligne de défense depuis les collines du Ham à l'est jusqu'à Quinéville sur la côte avec au centre le bourg de Montebourg, bloquant la progression de la 4e division d'infanterie américaine. Son commandant, le général Barton, isole le village en prenant la route qui le relie à Montebourg. Quinéville est bombardé par des Douglas A-20 Havoc de l'USAAF avant un assaut du 39e régiment et du 70e Tank Battalion. Ayant pénétré dans le village, ils sont arrêtés par de violents tirs de mortiers et d'armes anti-chars allemands. L'après-midi l'artillerie américaine bombarde Quinéville qui est finalement pris par les hommes du 39e régiment vers 21 h 30. La prise du village empêche désormais l'artillerie allemande de pouvoir tirer sur la plage d'Utah Beach où les débarquements alliés se poursuivent. Le projet de faire de la plage de Quinéville, une seconde plage de débarquement logistique américain un temps envisagé est abandonné.

## Politique et administration
| Période                                                                                    | Période      | Identité                    | Étiquette | Qualité  |
| ------------------------------------------------------------------------------------------ | ------------ | --------------------------- | --------- | -------- |
| 1792                                                                                       | 1793         | Henry Omont                 |           |          |
| 1793                                                                                       | 1793         | Thomas Cauvin               |           |          |
| 1793                                                                                       | 1795         | commission municipale       |           |          |
| 1795                                                                                       | 1797         | Henry Omont                 |           |          |
| 1797                                                                                       | 1798         | Henry Bachelet              |           |          |
| 1798                                                                                       | 1800         | Nicolas Fichet              |           |          |
| 1800                                                                                       | 1807         | Henry Omont                 |           |          |
| 1807                                                                                       | 1813         | G. Dancel de Quinéville     |           |          |
| 1813                                                                                       | 1815         | L. Levaillant de Folleville |           |          |
| 1815                                                                                       | 1817         | Georges Dupuis              |           |          |
| 1817                                                                                       | 1830         | Louis du Mesnildot          |           |          |
| 1830                                                                                       | 1842         | Henry Omont                 |           |          |
| 1842                                                                                       | 1847         | Victor Cordin               |           |          |
| 1847                                                                                       | 1849         | Victor Néez                 |           |          |
| 1849                                                                                       | 1889         | Louis du MEsnildot          |           |          |
| 1889                                                                                       | 1895         | Paul Ferrant                |           |          |
| 1895                                                                                       | 1912         | André Tourrainne            |           |          |
| 1912                                                                                       | 1919         | Auguste Pigouchet           |           |          |
| 1919                                                                                       | 1922         | Eugène Leflammand           |           |          |
| 1922                                                                                       | 1923         | Jean Revel                  |           |          |
| 1923                                                                                       | 1929         | Charles Ferrand             |           |          |
| 1929                                                                                       | 1930         | François Rault              |           |          |
| 1930                                                                                       | 1933         | Théodore Desvergez          |           |          |
| 1933                                                                                       | 1942         | Arsène Legoupil             |           |          |
| 1942                                                                                       | 1945         | Paul Gauthier               |           |          |
| 1945                                                                                       | 1947         | François Laurent            |           |          |
| 1947                                                                                       | 1956         | Paul Gauthier               |           |          |
| 1956                                                                                       | 1957         | René Grégoire               |           |          |
| 1957                                                                                       | 1965         | Alexandre Roger             |           |          |
| 1965                                                                                       | 1967         | Henri Vassaux               |           |          |
| 1967                                                                                       | 1983         | Léon Lerouge                |           |          |
| 1983                                                                                       | 1989         | Pierre Chevrier             |           |          |
| 1989                                                                                       | 1995         | Jean Lecoq                  | DVD       |          |
| 1995                                                                                       | mars 2001    | Jacques Morisset            |           |          |
| mars 2001                                                                                  | mars 2014    | Jacques Laurent             | UMP       |          |
| mars 2014                                                                                  | juillet 2015 | François Renet              | SE        | Retraité |
| octobre 2015                                                                               | En cours     | René Hardy                  |           |          |
| Une partie des données est issue d'une liste établie par Jean Pouëssel et Isabelle Drouet. |              |                             |           |          |

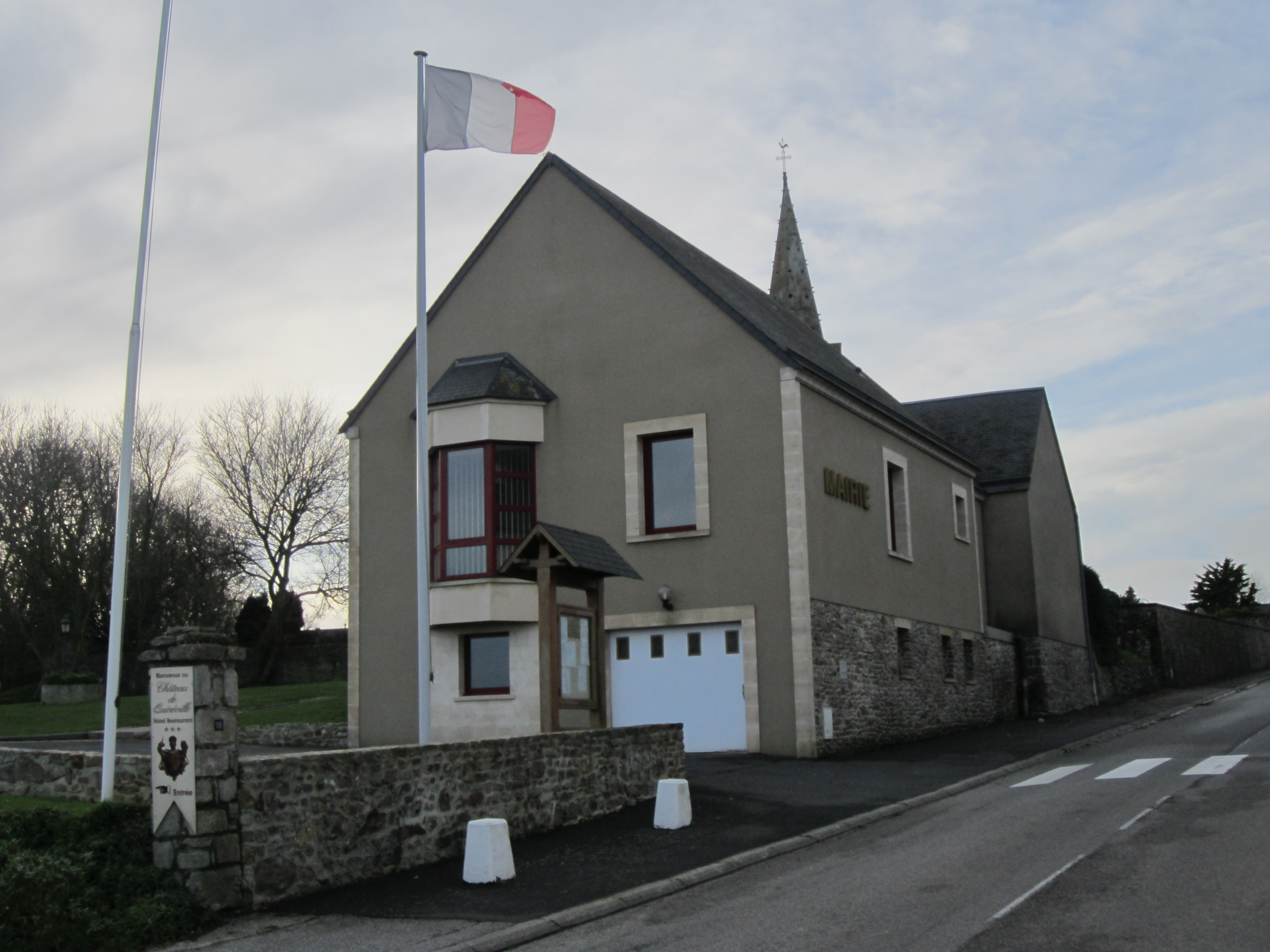
La mairie.

Le 16 juillet 2015, le maire est décédé en cours de mandat.
Le conseil municipal est composé de onze membres dont le maire et trois adjoints.

## Population et société

### Démographie
L'évolution du nombre d'habitants est connue à travers les recensements de la population effectués dans la commune depuis 1793. Pour les communes de moins de 10 000 habitants, une enquête de recensement portant sur toute la population est réalisée tous les cinq ans, les populations de référence des années intermédiaires étant quant à elles estimées par interpolation ou extrapolation. Pour la commune, le premier recensement exhaustif entrant dans le cadre du nouveau dispositif a été réalisé en 2007.
En 2022, la commune comptait 260 habitants, en évolution de −6,81 % par rapport à 2016 (Manche : −0,31 %, France hors Mayotte : +2,11 %).
Quinéville a compté jusqu'à 405 habitants en 1846.
| 1793 | 1800 | 1806 | 1821 | 1831 | 1836 | 1841 | 1846 | 1851 |
| ---- | ---- | ---- | ---- | ---- | ---- | ---- | ---- | ---- |
| 301  | 280  | 367  | 358  | 364  | 391  | 377  | 405  | 371  |

| 1856 | 1861 | 1866 | 1872 | 1876 | 1881 | 1886 | 1891 | 1896 |
| ---- | ---- | ---- | ---- | ---- | ---- | ---- | ---- | ---- |
| 353  | 332  | 317  | 313  | 331  | 293  | 322  | 318  | 382  |

| 1901 | 1906 | 1911 | 1921 | 1926 | 1931 | 1936 | 1946 | 1954 |
| ---- | ---- | ---- | ---- | ---- | ---- | ---- | ---- | ---- |
| 346  | 343  | 357  | 288  | 308  | 335  | 370  | 283  | 338  |

| 1962 | 1968 | 1975 | 1982 | 1990 | 1999 | 2006 | 2007 | 2012 |
| ---- | ---- | ---- | ---- | ---- | ---- | ---- | ---- | ---- |
| 323  | 314  | 249  | 192  | 306  | 292  | 302  | 303  | 290  |

| 2017 | 2022 | - | - | - | - | - | - | - |
| ---- | ---- | - | - | - | - | - | - | - |
| 273  | 260  | - | - | - | - | - | - | - |

### Manifestations culturelles et festivités
- Fête du marsouin le 3 avril.

## Économie
La commune se situe dans la zone géographique des appellations d'origine protégée (AOP) Beurre d'Isigny et Crème d'Isigny.

## Culture locale et patrimoine
Quinéville est dénommée « commune touristique » depuis décembre 2009.

### Lieux et monuments

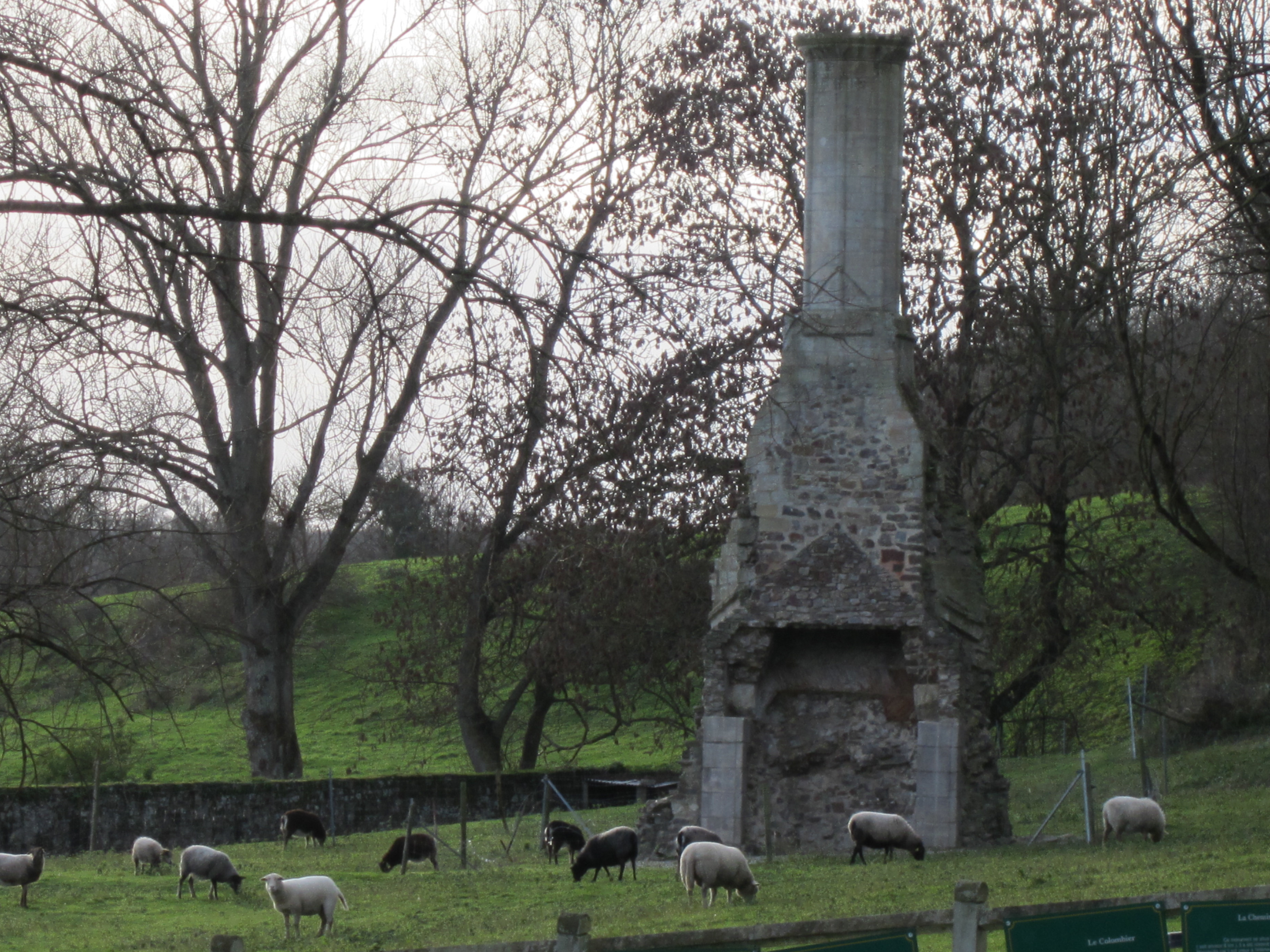
La Grande Cheminée.

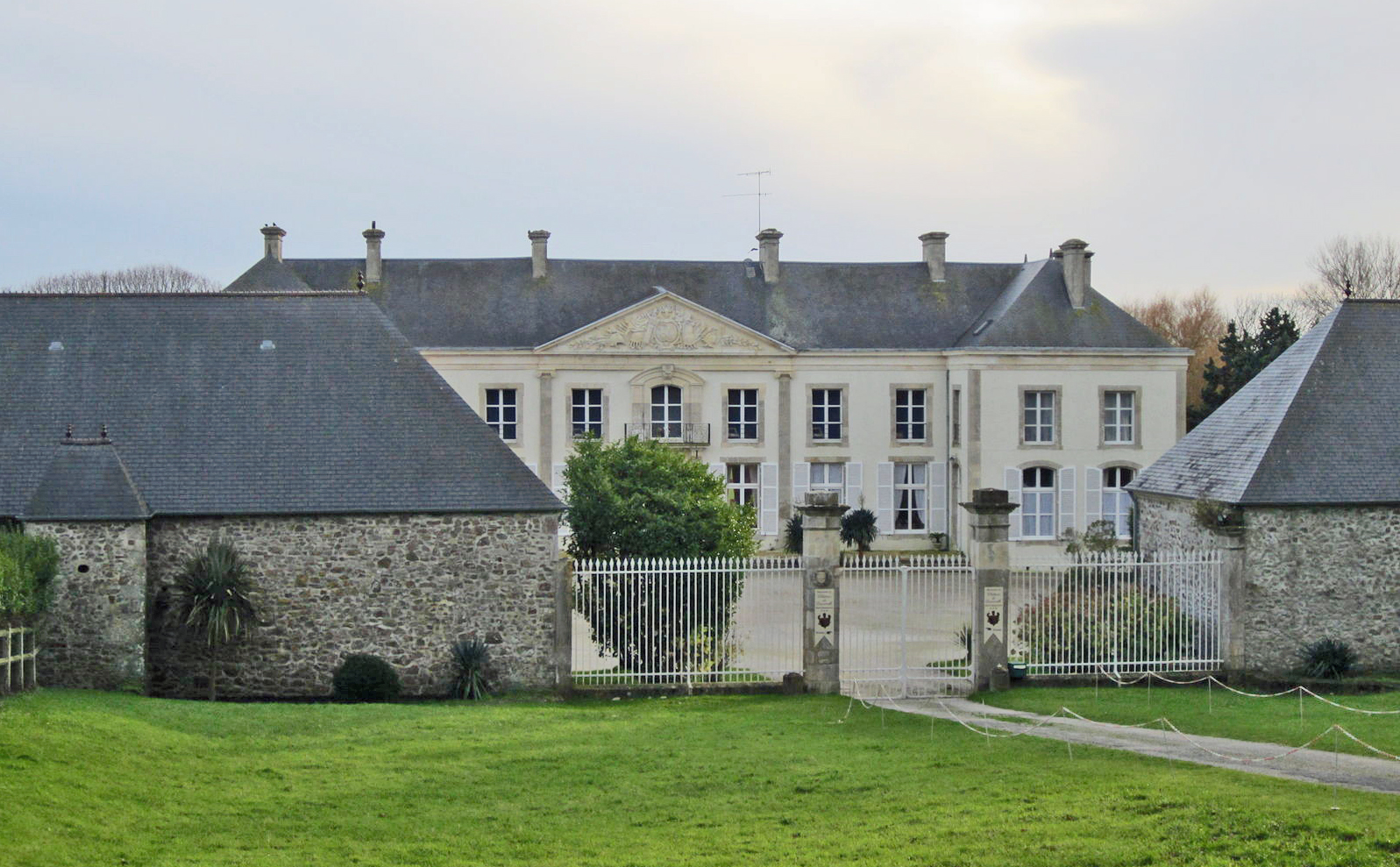
Le château.

- Église Notre-Dame des XIIe – XIXe siècles d'origine romane, avec un cadran solaire, inscrite au titre des monuments historiques[46] et qui a la particularité d"avoir deux clochers : une tour romane avec toit en bâtière et un clocher surmonté d'une flèche. À l'intérieur chapelle romane Saint-Laurent du XIIe siècle. L'église abrite une verrière du XXe signée Gaudin et des fonts baptismaux du XVe[31].
- Château de Quinéville flanqué de deux pavillons et dont le bâtiment central arbore un balcon et un fronton aux armes des Mesnildot. Il fut reconstruit au milieu du XVIIIe siècle, dans le style classique, sur l'emplacement d'un édifice antérieur. Jardin et plan d'eau (douze hectares) classés à l'IGPC[47] et pigeonnier.
- La grande cheminée, reste d'une ancienne construction du IIe siècle, classée au titre des monuments historiques[48], dans le parc du château ainsi qu'une glacière destinée à conserver les aliments.
- Motte castrale de Pisan[49].
- Vestiges d'une motte, près d'un gué sur la Sinope, non loin de la chapelle Saint-Michel[50].
- Redoute Vauban du XVIIe siècle.
- Batteries allemandes du Mont-Coquerel et vestiges du mur de l'Atlantique.
- Musée Mémorial de la Liberté retrouvée inaugurée en 2005.
- Stèle à la mémoire des soldats du 39e régiment d'infanterie de la 9e division US commandée par le général Eddy qui libéra Quinéville le 14 juin 1944.
- Trois moulins à eau sur la Sinope et un lavoir.

Pour mémoire
- Ancienne léproserie.

## Personnalités liées à la commune
- Bianca Donadio (1845-1911), inhumé dans le cimetière de Quinéville